# Angelo Cemmi
Angelo Cemmi (Darfo Boario Terme, 24 marzo 1908 – Darfo Boario Terme, 27 aprile 1980) è stato un notaio e politico italiano.

## Biografia
È stato un membro della Democrazia Cristiana e senatore italiano per tre legislature. Si è ritirato nel 1963.

## Carriera politica
È stato sindaco di Darfo dal 1951 al 1956 ed è entrato nel Senato nel 1948.
Era il senatore più giovane della I Legislatura, avendo compiuto i 40 anni solo un mese prima delle Elezioni politiche in Italia del 1948. 
Si è ritirato dopo due rielezioni.